# Vasile Suciu (delegat)
Vasile Suciu (n. 27 ianuarie 1887, Săcel- d. 24 august 1937, Săcel) a fost un deputat în Marea Adunare Națională de la Alba Iulia, organismul legislativ reprezentativ al „tuturor românilor din Transilvania, Banat și Țara Ungurească”, cel care a adoptat hotărârea privind Unirea Transilvaniei cu România, la 1 decembrie 1918.:p. 77

## Biografie
Vasile Suciu, născut în localitatea Săcel, județul Harghita, a urmat studiile la Institutul Teologic din Blaj. Este numit învățător în Archita. În Primul Război Mondial, este mobilizat în armata austro-ungară. După 1918 a făcut parte din conducerea județeană a Partidului Poporului. A decedat la data de 24 august a anului 1937 în localitatea sa natală, Săcel.

## Activitatea politică
Vasile Suciu a fost ales ca delegat titular al cercului electoral Odorhei, la Marea Adunare Națională de la Alba Iulia de la 1 decembrie 1918.:p.267